# František Edel
František Edel (24. září 1888, Soběslavice – 31. ledna 1963, Praha)[zdroj?] byl český architekt a stavitel, jehož nejvýznamnějšími stavbami jsou např. sokolovna a říční lázně v Kostelci nad Labem, řada rodinných domů, veřejných budov a vojenských objektů.